# ألان تانر
ألان تانر (بالإنجليزية: Alan Tanner)‏ هو مخرج أمريكي، ولد في 16 أكتوبر 1975.

## روابط خارجية
- ألان تانر على موقع IMDb (الإنجليزية)